# Zaleptus coronatus
Zaleptus coronatus is een hooiwagen uit de familie Sclerosomatidae.